# محترمة خاتون
محترمه خاتون (بالتركية العثمانية: محترمه خاتون) هي إحدى زوجات السلطان العثماني بايزيد الثاني.

## حياتها
لا توجد معلومات حول نشأتها، تزوجت محترمة خاتون بايزيد عندما لا زال أميرًا وحاكمًا على أماصيا، وأنجبت ابنهما شهزاده محمد هناك، وبعد تولي بايزيد العرش، أصبح ابنها محمد سنجق كيفي الواقعة فيإيالة أرضروم، ورافقته أمه في فترة حكمه للمنطقة.
توفي ابنها محمد في عام 1505، وبعدها عاشت محترمة في بورصة، وساهمت في بناء مسجد في إزنيق. ودفنت في بورصة.

## وصلات خارجية
- السيرة الذاتية لمحترمة خاتون (بالتركية) نسخة محفوظة 16 سبتمبر 2016 على موقع واي باك مشين..